# Es geschah am hellichten Tag
Es geschah am hellichten Tag ist ein Spielfilm von 1958 mit Heinz Rühmann und Gert Fröbe in den Hauptrollen. Er wurde als Koproduktion von Schweizer, deutschen und spanischen Filmproduktionsgesellschaften realisiert. Regie führte Ladislao Vajda, der das Drehbuch gemeinsam mit Hans Jacoby und Friedrich Dürrenmatt nach dessen Idee geschrieben hatte. Die Uraufführung fand am 4. Juli 1958 im Rahmen der 8. Berlinale statt. Der Film wurde von der Schweizer Praesens-Film AG in Zusammenarbeit mit der CCC-Film aus Berlin und der Chamartín SA aus Madrid produziert und in der Schweiz gedreht. Dürrenmatt, der mit dem Film nicht zufrieden war, schrieb noch im selben Jahr den Kriminalroman Das Versprechen, der zwar auf dem Filmskript basierte, aber ein anderes Ende nimmt. Der Roman wurde veröffentlicht, nachdem der Film im Kino gelaufen war.

## Handlung
Dr. Matthäi von der Zürcher Kantonspolizei soll in Jordanien die dortige Polizei ausbilden. Kurz vor seiner Abreise erhält er einen Anruf des Hausierers Jacquier. Dieser hat im Wald von Mägendorf, einem kleinen Ort nahe Zürich, die Leiche des kleinen Mädchens Gritli Moser gefunden. Matthäi fährt nach Mägendorf, nimmt den Hausierer mit, und dieser zeigt dem Polizisten den Fundort. Matthäi geht zu Gritlis Eltern und verspricht der Mutter, den Mörder Gritlis zu finden. Bei seinen Ermittlungen in der Volksschule zeigt ihm Gritlis Freundin ein Bild, das Gritli gemalt hatte. Auf dem Bild sind ein Riese, ein kleines Mädchen, mehrere Igel, ein Kasperle, ein Auto und ein merkwürdiges Tier mit Hörnern zu sehen. Doch zunächst kann Matthäi diese Darstellungen nicht in einen Zusammenhang mit dem Verbrechen bringen.
Die Dorfbewohner halten Jacquier für den Mörder. Dieser sei beobachtet worden, außerdem führe er Rasiermesser mit sich, wie eines für die Tat verwendet worden sein könnte. Leutnant Henzi, Matthäis Mitarbeiter und Nachfolger, kann dann auch in einem harten, mehrstündigen Verhör Jacquier dazu bringen, die Tat zu gestehen. In der Nacht darauf erhängt sich der Hausierer in seiner Zelle. Matthäi glaubt allerdings nicht an dessen Schuld. Zwei weitere Morde dieser Art sind vor längerer Zeit begangen worden. Er glaubt an einen Zusammenhang. Möglicherweise handelt es sich um einen Serientäter.
Als Matthäi nach Jordanien fliegen will, trifft er im Flugzeug auf einen Mann, der Schokotrüffel verspeist, die ihn an die Igel in Gritlis Zeichnung erinnern. Er wittert eine neue Spur und verlässt das Flugzeug. Die Polizei verweigert sich einer Neuaufnahme der Ermittlungen; ein alter Freund, der Psychiater Professor Manz, erklärt Matthäi, dass sich hinter Gritlis Bild reale Ereignisse und Personen verbergen müssen. Der Psychiater glaubt, dass der Mörder einen Minderwertigkeitskomplex gegenüber Frauen habe und es sehr wahrscheinlich sei, dass er weitere Morde begehen werde. Außerdem vermutet er, dass der Mörder wohl keine Kinder habe, da er sonst zu so einer Tat nicht fähig wäre.
Matthäi untersucht die Orte, an denen die beiden anderen Mädchen vor Jahren ermordet wurden, und erkennt mit Hilfe einer Landkarte, dass die Verbrechen alle unweit einer Landstraße, die in den Kanton Graubünden führt, begangen wurden. Matthäi bringt das „seltsame Tier mit Hörnern“ auf Gritlis Bild mit dem Graubündner Wappentier, einem Steinbock, in Verbindung und vermutet, dass der Mörder ein Auto mit Bündner Kennzeichen fährt und des Öfteren diese Landstraße benutzt.
Er mietet sich eine Tankstelle an der Landstraße von Zürich nach Chur und stellt eine junge Frau als Haushälterin ein, deren Tochter in Gritli Mosers Alter ist und dieser äußerlich ähnelt. Sein Plan ist, die kleine Annemarie als Köder zu benutzen, um den wahren Mörder in eine Falle zu locken. Er notiert sich die Nummern passender Autos und erkundigt sich dann unter Vorwänden danach, ob die Halter Kinder haben.
Eines Tages fährt an der Tankstelle auch der Geschäftsmann Schrott vorbei und sieht die kleine Annemarie nahe der Landstraße spielen. Einige Tage später lauert Schrott Annemarie im Wald auf und gewinnt mit Hilfe seiner Kasperle-Puppe schnell ihr Vertrauen. Annemarie hält ihn für einen Zauberer. Sie muss ihm versprechen, niemandem von der Begegnung zu erzählen, da er andernfalls nicht mehr zaubern könne. Eines Tages kommt Annemarie verspätet von der Schule nach Hause. Matthäi findet bei ihr Schokoladentrüffel, die wie kleine Igel aussehen. Demnach muss sie sich mit dem Mörder getroffen haben. Nachdem sie sich zunächst gesträubt hat, erzählt ihm Annemarie dann von dem Zauberer, dem sie begegnet sei. Matthäi kauft eine lebensgroße Mädchenpuppe, um dem Mörder eine Falle zu stellen.
Schrott lebt in Chur im großbürgerlichen Haus seiner herrschsüchtigen Ehefrau, deren Chauffeur er früher gewesen ist. Auch nach der Eheschließung behandelt sie ihn wie einen Dienstboten und mit großer Herablassung. Ein Ehestreit bringt Schrott derart in Rage, dass er losfährt, um Annemarie zu ermorden. Als er im Wald nach dem Mädchen sucht, erblickt er in einer Erdmulde die von Matthäi abgelegte Puppe. Schrott glaubt, das Kind tot zu sehen, und schreit vor Schreck laut auf. Daraufhin verlässt Matthäi sein Versteck, um Schrott zu stellen. Dieser greift ihn an, wird aber durch gezielte Schüsse der im Hintergrund bereitstehenden Polizei gestoppt.
Matthäi, der nur leicht verletzt ist, hört Annemaries Stimme, wie sie den Zauberer ruft. Er nimmt die Kasperle-Puppe und geht ihr entgegen, damit sie den Angeschossenen nicht zu sehen braucht. Er zeigt ihr, dass auch er mit der Puppe zaubern kann, und Annemarie denkt gar nicht mehr an den anderen Zauberer. Schließlich kommt ihre Mutter, die erleichtert ist, dass der Tochter nichts zugestoßen ist. Sie sieht die blutige Hand Matthäis unter der Puppe, doch der zeigt ihr an, dass sie dem Kind nichts verraten soll.

## Entstehungsgeschichte
Im Mai 1957 erhielt Dürrenmatt vom Schweizer Filmproduzenten Lazar Wechsler den Auftrag, das Drehbuch für einen Kinofilm zu schreiben. Es sollte darin um Sexualverbrechen an Kindern gehen. Dürrenmatt nahm den Auftrag an und verfasste die Vorlage zum späteren Filmdrehbuch.
Die Dreharbeiten mussten immer wieder verschoben werden, zuletzt auf Februar 1958. Der Regisseur Wolfgang Staudte und der vorgesehene Hauptdarsteller Martin Held waren für diese Zeit schon besetzt. So verpflichtete man Ladislao Vajda und Heinz Rühmann, der zur Bedingung machte, dass Hans Jacoby am Drehbuch mitwirken sollte. Dürrenmatt war mit dem von Staudte vorgeschlagenen Filmtitel nicht einverstanden. Seine eigenen Vorschläge (Gott schlief am Vormittag und Schrott geht bummern) wurden jedoch von den Geldgebern abgelehnt. Auch von dem Film selbst war er nicht besonders begeistert: „Man hätte ruhig frecher und burlesker sein dürfen. Rühmann ist mir zu bürgerlich, zu wenig von der Idee besessen.“ Zudem gefiel ihm nicht, dass der Mörder am Ende gefasst wird. Der Schriftsteller fragte sich, ob so ein Fall überhaupt realitätsnah sei.
Aus diesem Grund schrieb Dürrenmatt auf der Grundlage seines eigenen Filmskripts den Kriminalroman Das Versprechen, den er selbst als „Requiem auf den Kriminalroman“ bezeichnete, da er sich über die gängigen Regeln eines Krimis hinwegsetzte und eine völlig andere Richtung einschlug. Während Kommissär Matthäi mit seinen Ermittlungen im Film Erfolg hat, verliert der Protagonist Matthäi in der Erzählung wegen seiner vergeblichen Suche nach dem Mörder den seelischen Halt.

## Neuverfilmungen
Der Stoff wurde später noch mehrmals verfilmt:
- 1979 wurde unter der Regie von Alberto Negrin eine italienische Fernsehverfilmung produziert (La Promessa, mit Rossano Brazzi, Raymond Pellegrin, Macha Méril) mit einer Erzählstruktur wie im Roman (ohne Happy End); der Kommissar wird am Ende wahnsinnig, die Handlung wurde in die 1970er Jahre verlegt.[1]
- 1990: Szürkület (deutsch etwa Dämmerung, ungarischer Spielfilm von György Fehér).[2]
- 1996 drehte Rudolf van den Berg ein Remake unter dem deutschen Titel Tod im kalten Morgenlicht (In the Cold Light of Day) mit Richard E. Grant in der Hauptrolle. Der Film spielt im ehemaligen Ostblock, am Ende erschießt die Mutter den Mörder.
- 1997 drehte Nico Hofmann eine Neuverfilmung des Stoffes für Sat.1 mit Joachim Król als Kommissar Matthäus und Axel Milberg als Schrott.[3] Hier wird die Handlung nach Oberbayern verlegt. Verdächtig ist zunächst ein vorbestrafter Hausierer, der unter Druck ein Geständnis ablegt und vom Vater des zuletzt ermordeten Mädchens erschossen wird. Schrott ist Weinhändler mit einer sexuellen Obsession für blonde Mädchen. Auch hier wird Schrott mit einer Puppe gestellt und, als er sich der Festnahme widersetzt, erschossen.
- 2001 wurde Das Versprechen (The Pledge) von Sean Penn verfilmt mit Jack Nicholson als Kommissar, in weiteren Rollen sind Benicio Del Toro, Robin Wright Penn, Helen Mirren und Patricia Clarkson zu sehen. Der Film orientiert sich an dem von Dürrenmatt gewünschten Ende – der Täter kommt, bevor er in die Falle tappen kann, bei einem Verkehrsunfall ums Leben, der Kommissar sucht weiter nach ihm und verliert dabei den Verstand.

## Kritiken
- „Kriminalfilm voll atmosphärischer Spannung und psychologischem Raffinement, mit vorzüglichen Darstellern.“ – Lexikon des internationalen Films.[4]

- „Bemerkenswert gediegene Gestaltung, vorzügliche Darsteller, hohe Spannung. Ein Schweizer Kriminalfilm, der nützliche Warnungen für Eltern und Erzieher enthält. Sehenswert.“ – 6000 Filme. Kritische Notizen aus den Kinojahren 1945 bis 1958. Handbuch V der katholischen Filmkritik, 3. Auflage, Verlag Haus Altenberg, Düsseldorf 1963, S. 102.

- „[…] subtiler, atmosphärisch dichter Kriminalfall aus der Schweizer Provinz, mit Starbesetzung […]“ (Wertung: 3½ Sterne = außergewöhnlich) – Adolf Heinzlmeier und Berndt Schulz in Lexikon „Filme im Fernsehen“ (erweiterte Neuausgabe). Rasch und Röhring, Hamburg 1990, ISBN 3-89136-392-3, S. 206–207.

## Sonstiges
- Als Vorbild für den differenzierten Umgang mit der Frage, ob Täter, die unter Zwang handeln, als voll schuldfähig eingestuft werden können, wird oftmals der Filmklassiker M von Fritz Lang aus dem Jahr 1931 genannt. Auch das Verhindern eines Lynchmordes durch das Eingreifen der Polizei ist Bestandteil beider Werke.[5]
- Die Darstellung des Kindermörders Schrott verhalf Gert Fröbe zu seiner Rolle als James-Bond-Bösewicht Auric Goldfinger.
- Die spanische Schauspielerin María Rosa Salgado wurde in ihrer Rolle der Frau Heller von Anneliese Betschart synchronisiert, die auch die Rolle der Lehrerin von Gritli Moser spielt.[6]
- Der französischsprachige Schauspieler Michel Simon in der Rolle des Hausierers spricht seine deutschen Texte selbst, hatte diese aber größtenteils nur phonetisch auswendig gelernt.[6]
- Der Film nahm am Wettbewerb der Berlinale 1958 teil.
- Der Film wurde 1958 mit dem Zürcher Filmpreis ausgezeichnet.
- 2005: Uraufführung Das Versprechen, Theaterfassung von Armin Petras nach Friedrich Dürrenmatt im Thalia Theater zu Hamburg. Ensemble: Leila Abdullah, Harald Baumgartner, Fritzi Haberlandt, Peter Kurth, Peter Moltzen, Thomas Schmauser, Katrin Wichmann.
- 2007: Uraufführung Das Versprechen in einer Theaterfassung von Gerhard Meister am Luzerner Theater.
- 2009 veröffentlichten Arthaus und Kulturspiegel Es geschah am hellichten Tag in ihrer Reihe „Edition Deutscher Film“ (Nr. 11).
- Siehe auch: Liste bedeutender deutscher Filme

## Drehorte und Requisiten

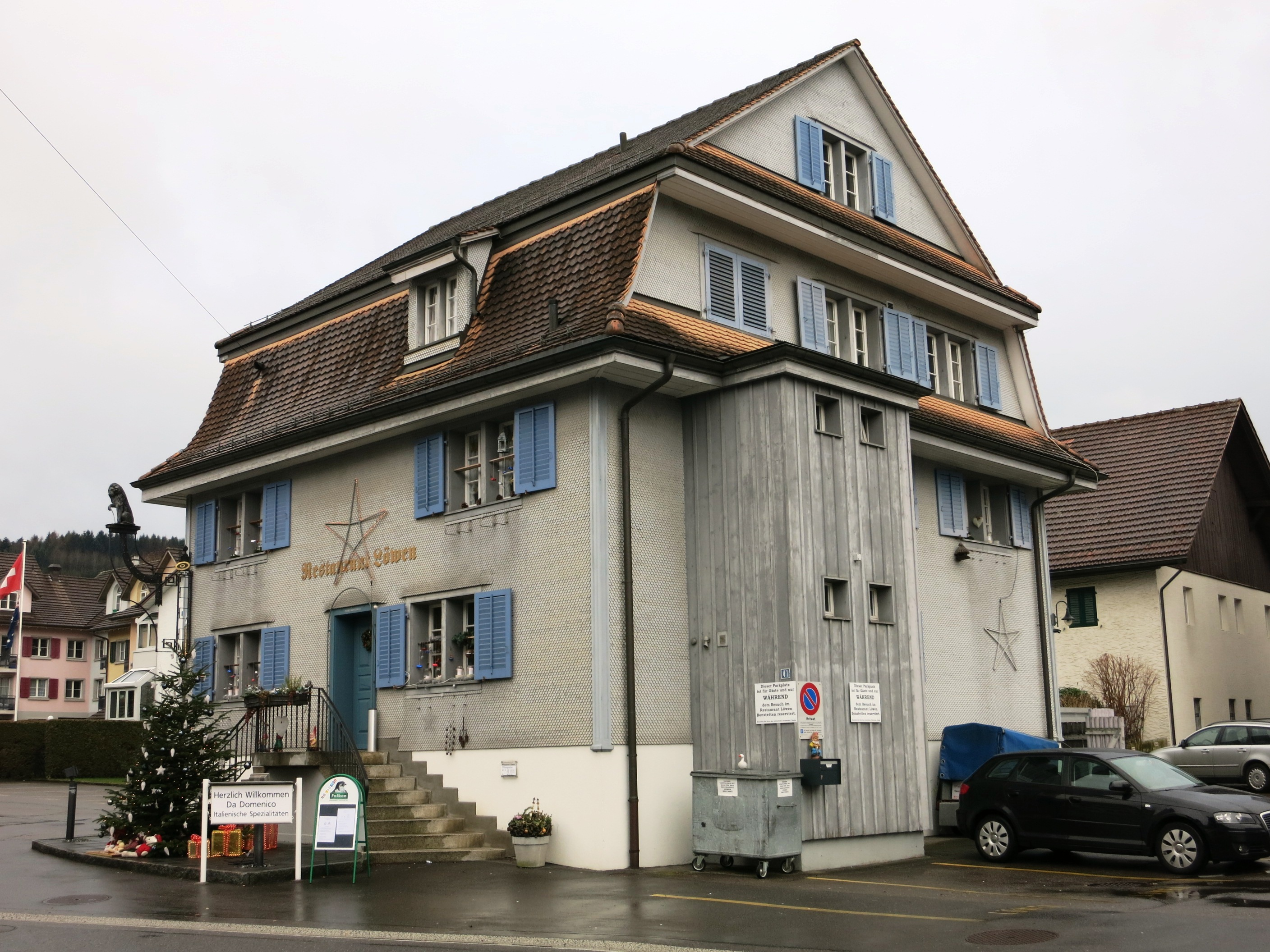
Gasthaus zum Löwen, Bonstetten (2014)

- Ein Teil des Filmklassikers wurde 1958 in Bonstetten im Gasthaus zum Löwen gedreht.
- Die Gaststätte mit der Aufschrift Graubünden liegt an der Tardisbrücke über den Rhein bei Landquart. Die im Film gezeigte Stahlbrücke wurde 2001 durch eine Neukonstruktion ersetzt.
- Die SOCAL-Tankstelle ist in Wahrheit ein Bauernhof bei Trimmis (Deutsche Straße), der für die Dreharbeiten vom örtlichen Schreiner umgestaltet wurde.
- Die Szenen, in denen Matthäi auf Annemarie Heller trifft, wurden in Trimmis gedreht. Bei dem Gespräch mit dem Dorfkaufmann ist im Hintergrund die evangelisch-reformierte Kirche (St. Leonhardskirche) zu sehen. Auch der Dorfbrunnen, an dem Annemarie mit ihrer Puppe spielt, befindet sich dort.
- Die Szenen, in denen Schrott im Wald auf Annemarie trifft, wurden im Fürstenwald bei Chur gedreht.
- Das Haus, in dem Schrott wohnt, steht in Chur (Obere Plessurstrasse).
- Die schwarze Limousine von Schrott, ein Buick Special Serie 40, wurde für die Filmarbeiten von einem Taxiunternehmen in Chur gemietet.